# Sabinowo
Sabinowo (ros. Сабиново) – wieś (dieriewnia) w Rosji, w obwodzie iwanowskim, w rejonie leżniewskim. W 2021 liczyła 221 mieszkańców.